# Fairey Seafox
Il Fairey Seafox era un idroricognitore catapultabile prodotto dall'azienda britannica Fairey Aviation Company Ltd alla fine degli anni trenta ed impiegato durante la seconda guerra mondiale.

## Storia del progetto
Il Seafox nasce dalla specifica S.11/32 emessa dal Ministero dell'aria britannico che prevedeva la fornitura di un velivolo da ricognizione marittima per la Royal Navy alla Fleet Air Arm. Il prototipo volò per la prima volta nel 1936. A causa delle non rilevanti prestazioni del propulsore adottato, gravato anche da congeniti problemi di raffreddamento ai cilindri posteriori, il Seafox risultò sottopotenziato ed attestato di una velocità di atterraggio maggiore a quella desiderata. Nonostante ciò, dopo le prove di valutazione le prestazioni vennero giudicate soddisfacenti ed in linea ai requisiti minimi richiesti dalla specifica, per cui venne avviato alla produzione e la Fairey iniziò le consegne dei velivoli agli incrociatori nel 1938. I Seafox imbarcati appartenevano al 700 Naval Air Squadron della Fleet Air Arm.

## Tecnica
Il Seafox era un idrovolante a scarponi biplano di aspetto tradizionale. La fusoliera, realizzata interamente in metallo, era monoscocca, dotata di due abitacoli in tandem, l'anteriore aperto per il pilota ed il posteriore chiuso e dotato di ampia finestratura per l'osservatore. Posteriormente terminava in un impennaggio classico dall'unica deriva di grandi dimensioni. Le due ali superiore ed inferiore erano di ugual misura, con l'inferiore leggermente spostata verso la parte posteriore, collegate tra loro da una serie di montanti e tiranti in filo d'acciaio. Nella parte inferiore della fusoliera erano collegati, tramite una robusta intelaiatura metallica tubolare, i due galleggianti di generose dimensioni. La propulsione era affidata ad un Napier Rapier, un 16 cilindri dalla particolare configurazione ad H, raffreddato ad aria e capace di 395 hp (295 kW), che abbinato ad un'elica tripala consentiva al velivolo di raggiungere i 171 km/h (106 mph) di velocità per un'autonomia di 708 km (440 mi).

## Impiego operativo
Durante la Battaglia del Río de la Plata del 13 dicembre 1939, il Seafox imbarcato sull'incrociatore HMS Ajax venne utilizzato per fornire indicazioni per il tiro nell'attacco e l'affondamento dell'incrociatore pesante della Kriegsmarine Admiral Graf Spee da parte della Forza G, la Divisione Sud Americana, formata da unità navali alleate. Il pilota fu il primo ufficiale della Fleet Air Arm ad essere decorato con la Distinguished Flying Cross durante la guerra.
Il Seafox rimase in servizio fino al 1943 operando nella prima parte del conflitto dagli incrociatori HMS Emerald, HMS Orion, HMS Ajax, HMS Arethusa, e HMS Penelope, oltre agli incrociatori ausiliari HMS Pretoria Castle, HMS Asturias, e HMS Alcantara. La Royal Australian Navy inoltre equipaggiò con il Seafox le HMAS Perth, HMAS Sydney e HMAS Hobart.

## Utilizzatori
Regno Unito
- Fleet Air Arm

## Velivoli comparabili
Stati Uniti
- Curtiss SOC Seagull

 Giappone
- Mitsubishi F1M

## Modellismo
- Matchbox scala 1/72